# Rosenrot
Rosenrot е петият студиен албум на немската индъстриъл метъл група Rammstein, издаден през 2005 година. Албумът включва шест неиздадени парчета от албума „Reise, Reise“, които са пропуснати, и пет нови парчета.
Първоначалното албума бива озаглавен „Reise, Reise vol. 2“ тъй като остават шест песни от предния албум Reise, Reise, но на 18 август 2005 г. е публикуван като „Rosenrot“.
Обложката е снимка на ледоразбивача USS Atka направена на 13 март 1960 г. в станция Макмърдо, Антарктида.

## Песни
1. "Benzin (Бензин) – 3:46
2. "Mann gegen Mann (Мъж срещу мъж) – 3:50
3. "Rosenrot (Червенорозка) – 3:54
4. "Spring (Скочи) – 5:24
5. "Wo bist du? (Къде си ти?) – 3:55
6. "Stirb nicht vor mir / Don't die before I do (с участието на Шарлийн Спитери) (Не умирай преди мен) – 4:05
7. "Zerstören (Унищожение) – 5:28
8. "Hilf mir (Помогни ми) – 4:43
9. "Te quiero puta! (Обичам те, кучко! на испански език) – 3:55
10. "Feuer & Wasser (Огън и вода) – 5:17
11. "Ein Lied (Една песен) – 3:43

## Сингли
- „Benzin“ (2005)
- „Rosenrot“ (2005)
- „Mann gegen Mann“ (2006)